# Austra (banda)
Austra es una banda canadiense de música electrónica de Toronto, Ontario, fundada por la compositora, cantautora y productora Katie Stelmanis en 2009. Stelmanis es el único miembro permanente del proyecto, con una banda en directo rotativa que ha incluido a Maya Postepski (batería), Dorian Wolf (bajo, Moog) y Ryan Wonsiak (teclados). Anteriormente también contó con los cantantes gemelos Sari y Romy Lightman de Tasseomancy. La banda ha lanzado cuatro álbumes de estudio: Feel It Break (2011), Olympia (2013), Future Politics (2017) y Hirudin (2020).

## Historia

### Orígenes y primeros lanzamientos
En 2004 Stelmanis y Postepski tocaron en una banda llamada Galaxy, junto con Emma McKenna. Al mismo tiempo, Stelmanis comenzó a hacer música electrónica en casa mientras componía bandas sonoras de inspiración industrial para el artista de performance Zeesy Powers. Powers la convenció de comenzar a interpretar sus canciones en vivo, y en 2008 el álbum debut de Stelmanis Join Us,  que apareció bajo su propio nombre, fue lanzado a través de Blocks Recording Club. Giró por Europa con Postepski haciéndose cargo de la batería y el xylosynth. En 2009, Stelmanis decidió cambiar el nombre del proyecto por su cuenta con el fin de aumentar la visibilidad de sus compañeros de banda, y porque sentía que demasiada gente estaba confundiendo el proyecto por ser un espectáculo acústico-folk.
En 2010, Stelmanis reclutó a Dorian Wolf y Carmen Elle para las actuaciones en directo. La banda tocó ese año en el South by Southwest festival en Austin, Texas, bajo el nombre de Private Life. Un ojeador de Domino Records estaba presente en su concierto y Stelmanis posteriormente firmó un contrato discográfico con dicho sello. Después de saber que el nombre de la banda, Private Life, ya estaba cogido Stelmanis decidió usar su segundo nombre, Austra, que también es el nombre de la diosa de la luz en la mitología letona.

### 2011–2013:Feel It Break
El álbum debut de Austra, Feel It Break, fue lanzado el 11 de mayo de 2011 por Domino Records, y el 17 de mayo de 2011 en Canadá por Paper Bag Records. El álbum fue preseleccionado para el Polaris Music Prize 2011. Feel It Break fue incluido en las listas de varios críticos al finalizar el año; en particular, tanto el Toronto Star como el New York lo nombraron el mejor álbum de 2011, con el primero describiéndolo como "una absoluta conmoción". Stereogum nombró a Austra a Band to Watch en marzo de 2011. Stelmanis escribió y produjo todas las pistas del álbum. Maya añadió producción adicional en Lose It, The Future, The Choke y The Villain. El disco fue mezclado por Damian Taylor en Montreal.

### 2013–presente:OlympiayFuture Politics
Su segundo álbum, Olympia, fue lanzado el 18 de junio de 2013. Fue precedido por el sencillo principal "Home", lanzado el 7 de marzo de 2013. Fue descrito como "un ciclo de canciones personales sobre la pérdida y las dinámicas de género". Su tercer álbum, Future Politics, fue lanzado el 20 de enero de 2017. Antes de entrar a grabar Stelmanis pasó un tiempo en México, donde se introdujo en la electrocumbia mientras la música house, dance y techno se consolidaban como principales influencias en las composiciones del álbum. Líricamente, Stelmanis se inspiró en el libro Inventing the Future: Postcapitalism and a World Without Work de Nick Srnicek y Alex Williams y en The Accelerationist Manifesto. También señaló que el material para la grabación había sido escrito antes de los acontecimientos políticos del segundo semestre de 2016.

## Discografía

### Álbumes de estudio
| Título                                                                                                   | Detalles                                                                                | Puestos más altos en las listas de éxitos | Puestos más altos en las listas de éxitos | Puestos más altos en las listas de éxitos | Puestos más altos en las listas de éxitos | Puestos más altos en las listas de éxitos | Puestos más altos en las listas de éxitos | Puestos más altos en las listas de éxitos | Puestos más altos en las listas de éxitos | Puestos más altos en las listas de éxitos |
| Título                                                                                                   | Detalles                                                                                | AUT                                       | BEL (FL)                                  | BEL (WA)                                  | GER                                       | SWI                                       | UK                                        | US Dance                                  | US Heat                                   | US Indie                                  |
| --- | --------------------------------------------------------------------------------------- | ----------------------------------------- | ----------------------------------------- | ----------------------------------------- | ----------------------------------------- | ----------------------------------------- | ----------------------------------------- | ----------------------------------------- | ----------------------------------------- | ----------------------------------------- |
| Feel It Break                                                                                            | - Lanzamiento: 13 de mayo de 2011 - Sello: Domino - Formatos: CD, LP, descarga digital  | —                                         | —                                         | —                                         | —                                         | —                                         | —                                         | —                                         | 22                                        | —                                         |
| Olympia                                                                                                  | - Lanzamiento: 17 de junio de 2013 - Sello: Domino - Formatos: CD, LP, descarga digital | 42                                        | 167                                       | —                                         | 73                                        | 93                                        | 183                                       | 14                                        | 9                                         | 48                                        |
| Future Politics                                                                                          | - Lanzamiento: 20 de enero de 2017 - Sello: Domino - Formatos: CD, LP, descarga digital | 36                                        | 98                                        | 180                                       | 61                                        | 46                                        | —                                         | 19                                        | 7                                         | 27                                        |
| Hirudin                                                                                                  | - Lanzamiento: 1 de mayo de 2020 - Sello: Domino - Formatos: CD, LP, descargadigital    |                                           |                                           |                                           |                                           |                                           |                                           |                                           |                                           |                                           |
| "—" se refiere una grabación que no entró en las listas de éxitos o que no se publicó en ese territorio. |                                                                                         |                                           |                                           |                                           |                                           |                                           |                                           |                                           |                                           |                                           |

### Remixes
- Sparkle (2011)

### Versiones extendidas
- Beat and the Pulse (2010)
- Habitat (2014)

### Sencillos & EPs
- "Lose It" (2011)
- "Spellwork" (2011)
- "Home" (2013)
- "Painful Like" (2013)
- "Forgive Me" (2013)
- "Hurt Me Now" (2014)
- "Habitat" (2014)
- "American Science" (2014)
- "Utopia" (2016)
- "Future Politics" (2016)
- "I Love You More Than You Love Yourself" (2017)
- "Change the Paradigm" (2017)
- "Risk It" (2020)
- "Anywayz" (2020)